# Episodi di The Batman (terza stagione)
La terza stagione della serie animata The Batman è andata in onda negli Stati Uniti dal 17 settembre 2005.
| n. | Titolo originale                      | Titolo italiano                      | Prima TV USA      | Prima TV Italia   |
| -- | ------------------------------------- | ------------------------------------ | ----------------- | ----------------- |
| 27 | Batgirl Begins: Part 1                | Batgirl (prima parte)                | 17 settembre 2005 | 29 settembre 2008 |
| 28 | Batgirl Begins: Part 2                | Batgirl (seconda parte)              | 24 settembre 2005 | 30 settembre 2008 |
| 29 | A Fistful of Felt                     | Burattini                            | 1º ottobre 2005   | 1º ottobre 2008   |
| 30 | A Dark Knight to Remember             | L'indimenticabile Cavaliere Nero     | 7 ottobre 2005    | 2 ottobre 2008    |
| 31 | RPM                                   | L'arrivo di Gearhead                 | 5 novembre 2005   | 3 ottobre 2008    |
| 32 | Cash for Toys                         | Cash e i giocattoli                  | 4 febbraio 2006   | 6 ottobre 2008    |
| 33 | Brawn                                 | Non solo muscoli                     | 12 novembre 2005  | 7 ottobre 2008    |
| 34 | The Laughing Cats                     | Il sorriso del gatto                 | 19 novembre 2005  | 8 ottobre 2008    |
| 35 | Fleurs du Mal                         | Fleurs du Mal                        | 26 novembre 2005  | 9 ottobre 2008    |
| 36 | The Apprentice                        | L'apprendista                        | 11 febbraio 2006  | 10 ottobre 2008   |
| 37 | Thunder                               | Il tuono                             | 18 febbraio 2006  | 13 ottobre 2008   |
| 38 | The Icy Dephts                        | Abissi di ghiaccio                   | 6 maggio 2006     | 14 ottobre 2008   |
| 39 | Gotham's Ultimate Criminal Mastermind | La massima mente criminale di Gotham | 13 maggio 2006    | 15 ottobre 2008   |

## Batgirl (prima parte)
- Titolo originale: Batgirl Begins: Part 1
- Diretto da: Brandon Vietti
- Scritto da: Michael Jelenic

### Trama
Barbara Gordon racconta la storia di come è diventata Batgirl. Nella prima parte, Barbara ricorda come lei e la sua amica, Pamela Isley, hanno guidato le proteste contro le corporazioni per i danni ambientali che hanno causato, con grande dispiacere di suo padre. A sua insaputa o di Batman, Pamela è la mente dietro una serie di attacchi contro queste corporazioni con un nuovo potente supercriminale di nome Temblor. Ma presto ottiene più di quanto si aspettasse quando Temblor inizia a chiedersi perché non è stato pagato per il suo lavoro come promesso, mettendo lei e Barbara in estremo pericolo.

## Batgirl (seconda parte)
- Titolo originale: Batgirl Begins: Part 2
- Diretto da: Christopher Berkeley
- Scritto da: Michael Jelenic e Adam Beechen

### Trama
Continuando la sua storia, Barbara ricorda come l'incidente chimico di Pamela durante la lotta tra Temblor e Batman, ha causato la mutazione del suo corpo e le ha dato potere su piante e spore che possono controllare la mente degli uomini. Diventata Poison Ivy, continua presto i suoi attacchi contro le corporazioni che scaricano rifiuti, ma quando rapisce il commissario Gordon e mette Batman sotto il suo controllo, Barbara, ispirata dal crociato incappucciato, diventa la sua stessa eroina sotto forma di Batgirl, l'unica in grado di cambiare le cose.

## Burattini
- Titolo originale: A Fistful of Felt
- Diretto da: Anthony Chun
- Scritto da: Steven Melching

### Trama
Dopo essere stato nuovamente catturato, Arnold Wesker viene rilasciato da Arkham quando il dottor Hugo Strange lo "cura" rimuovendo Scarface da lui, consentendo all'ex criminale di usare il suo ventriloquio per iniziare una nuova carriera come intrattenitore per bambini. Batman inizialmente è sospettoso di ciò, ma concede ad Arnold il beneficio del dubbio, ignaro che Strange ha in programma di riunirlo al suo ex burattino, il che presto porterà guai.

## L'indimenticabile Cavaliere Nero
- Titolo originale: A Dark Knight to Remember
- Diretto da: Brandon Vietti
- Scritto da: Joseph Kuhr

### Trama
Bruce Wayne soffre di amnesia quando combatte contro Pinguino, dimenticando il suo ruolo di Batman e lasciandolo in grado di continuare la sua serie di crimini. Barbara, che sospetta che lui sia Batman ma in seguito crede di essersi sbagliata, cerca di fermare Pinguino ma viene presto catturata. Con Batgirl nei guai, Alfred decide che è essenziale per Bruce imparare di nuovo il suo ruolo di Batman se vuole avere qualche possibilità di essere salvata.

## L'arrivo di Gearhead
- Titolo originale: RPM
- Diretto da: Christopher Berkeley
- Scritto da: Christopher Yost

### Trama
Mentre partecipa a una gara di beneficenza, Bruce vede Gearhead, un cattivo che può impossessarsi di qualsiasi cosa meccanica e trasformarla con nanomacchine in un veicolo potente e veloce, rubare il premio della gara. Sia Batman che Batgirl tentano di fermarlo, ma quando Gearhead distrugge la Batmobile, Bruce decide di costruirne una migliore che possa abbattere il cattivo.

## Cash e i giocattoli
- Titolo originale: Cash for Toys
- Diretto da: Anthony Chun
- Scritto da: Steven Melching

### Trama
Cosmo Krank sembrava essere un ingegnoso giocattolaio, ma tutte le sue creazioni erano pericolose per i bambini, il che portò Bruce e la Wayne Industries a chiudere la sua azienda. Tuttavia, Bruce si ritrova presto nel mirino del giocattolaio, che cerca vendetta uccidendolo con nuove e diaboliche versioni dei suoi giocattoli. Sapendo che Batman deve abbatterlo, le cose non sono così facili quando il commissario Gordon assegna al detective Cash il compito di essere la guardia del corpo di Bruce finché il folle criminale non verrà arrestato, costringendo Bruce a trovare un modo per liberarsi di Cash per diventare Batman e fermare Cosmo.

## Non solo muscoli
- Titolo originale: Brawn
- Diretto da: Brandon Vietti
- Scritto da: Alexx Van Dyne

### Trama
Batman e Batgirl si ritrovano ad affrontare nuovi guai con Joker, quando riesce a mettere le mani sul sistema di infusione di Venom di Bane per diventare una vera e propria " potenza " comica. Con la sua nuova forza, l'ultima serie di crimini di Joker sembra inarrestabile, soprattutto quando Batgirl accidentalmente fa catturare Batman quando prende in prestito la sua tuta potenziata. Per salvarlo, Batgirl scopre che deve superare i propri limiti per padroneggiare il controllo della tuta e fermare Joker.

## Il sorriso del gatto
- Titolo originale: The Laughing Cats
- Diretto da: Christopher Berkeley
- Scritto da: Joseph Kuhr

### Trama
Catwoman sembra essere la sospettata del furto di un raro leopardo siberiano nero, ma si scopre presto che dietro al furto c'è Joker quando Batman e Batgirl indagano e tentano di proteggere un secondo leopardo della stessa razza, ignari che Catwoman è interessata alla questione. Quando tutti e tre scoprono che i felini sono stati rubati per Killgore Steed, il proprietario di diverse creature pericolose, nessuno si aspetta che Joker lo tradisca e usi il suo labirinto personale e le sue creature per porre fine a Batman, Batgirl e Catwoman.

## Fleurs du Mal
- Titolo originale: Fleurs du Mal
- Diretto da: Anthony Chun
- Scritto da: David Slack

### Trama
Quando la polizia di Gotham e i funzionari governativi, tra cui il sindaco Grange e il commissario Gordon, emanano strane, nuove leggi, Barbara scopre che la causa è una misteriosa pianta che tutti hanno ricevuto. Batman e Batgirl scoprono presto che la responsabile è Poison Ivy e che ha sostituito i funzionari con copie a base vegetale, portando la coppia a fermare lei e i suoi cloni, mentre scoprono dove sono stati portati i veri funzionari.

## L'apprendista
- Titolo originale: The Apprentice
- Diretto da: Brandon Vietti
- Scritto da: Steven Melching

### Trama
Arrabbiato perché Batman e la sua nuova spalla, Batgirl, stanno rovinando i suoi piani, Joker decide che ha bisogno di un apprendista tutto suo. Trova presto la persona giusta in Donnie, un burlone fuorviato che frequenta le lezioni nella stessa scuola superiore di Barbara. Quando si rende conto che Donnie è la nuova spalla di Joker chiamata Prank, lei e Batman si ritrovano a cercare di convincerlo che Joker non è un buon modello da avere.

## Il tuono
- Titolo originale: Thunder
- Diretto da: Christopher Berkeley
- Scritto da: Paul Giacoppo

### Trama
Maximillian Zeus, un milionario e fanatico di storia antica greco-romana, prende il controllo di Gotham City dal cielo con la sua gigantesca base volante "Nuovo Olympo", dopo aver perso le elezioni a sindaco della città. Batman interviene, ma finisce nelle mani dei soldati di Zeus; a questo punto solo Batgirl è in grado di salvare il Cavaliere Oscuro.

## Abissi di ghiaccio
- Titolo originale: The Icy Dephts
- Diretto da: Anthony Chun
- Scritto da: Steven Melching

### Trama
Alfred è sorpreso quando un suo vecchio compagno di scuola si presenta a Gotham e lo invita a una caccia al tesoro. Sebbene stanco del suo amico, Alfred accetta, ignaro che il tesoro cercato è l'obiettivo sia di Pinguino che di Mr. Freeze. Batman è costretto a unirsi alla caccia e presto deduce che il tesoro si trova sotto Gotham Bay.

## La massima mente criminale di Gotham
- Titolo originale: Gotham's Ultimate Criminal Mastermind
- Diretto da: Brandon Vietti
- Scritto da: Alexx Van Dyne

### Trama
Un nuovo cattivo emerge sotto forma di D.A.V.E. (Digitally Advanced Villain Emulator), un database di intelligenza artificiale creato da Hugo Strange che è codificato con le menti dei più grandi criminali di Gotham e si libera per commettere crimini. Batman si ritrova a cercare di fermare D.A.V.E., quando l'intelligenza artificiale si proclama il criminale definitivo e progetta di rivelare a Gotham la vera identità di Batman, ignaro che le cose non sono come sembrano.